# Diecezja Coroatá
Diecezja Coroatá (łac. Dioecesis Coroatensis) – diecezja Kościoła rzymskokatolickiego w Brazylii. Należy do metropolii São Luís do Maranhão wchodzi w skład regionu kościelnego Nordeste V. Została erygowana przez papieża Pawła VI bullą Qui benevolentissimi Dei w dniu 26 sierpnia 1977.